# Tatakae! Iczer-1
Tatakae! Iczer-1 (戦え!! イクサー1?, Tatakae!! Ikusā Wan) è un manga fantascientifico scritto e disegnato da Aran Rei e pubblicato sulla rivista Lemon People dal 1983 al 1987. In seguito è stata prodotta una serie di tre OAV pubblicati fra il 1985 ed il 1987 dalla Anime International Company, diretta e sceneggiata da Toshihiro Hirano. Oltre ai classici elementi fantascientifici, l'anime affronta velatamente anche tematiche yuri.

## Trama
Cthulhu, il pianeta del popolo alieno Cutowolf è stato distrutto, ed i pochi sopravvissuti vagano per lo spazio a bordo di una astronave alla ricerca di una nuova patria, guidati da Sir Violet, la cui mente è a sua volta controllata da Big Gold. Il loro obiettivo diventerà il pianeta Terra, i cui abitanti saranno sostituiti gradualmente, affinché la guerra non distrugga l'ambiente.
Iczer One un androide costruito su Cthulhu è l'unica possibilità di salvezza per la Terra, ma per poter combattere Iczer One ha bisogno di un partner terrestre. L'androide lo troverà nella riluttante Nagisa Kanō, che ha perso i propri genitori durante l'invasione Cutowolf.

## Colonna sonora
Sigle di chiusura
- Tatakae!! Iczer-1 cantata da Miki Kakizawa (ep. 1)
- Rolling Devil cantata da Keiko Toda (ep. 2)
- Eien no Iczer-1 (Eternal Izcer-1) cantata da Miki Kakizawa (ep. 3)